# Кулагин, Борис Павлович
Борис Павлович Кулагин (31 декабря 1924, Барнаул — 25 января 1988, Москва) — советский хоккеист, тренер. Заслуженный тренер СССР (1969).

## Биография

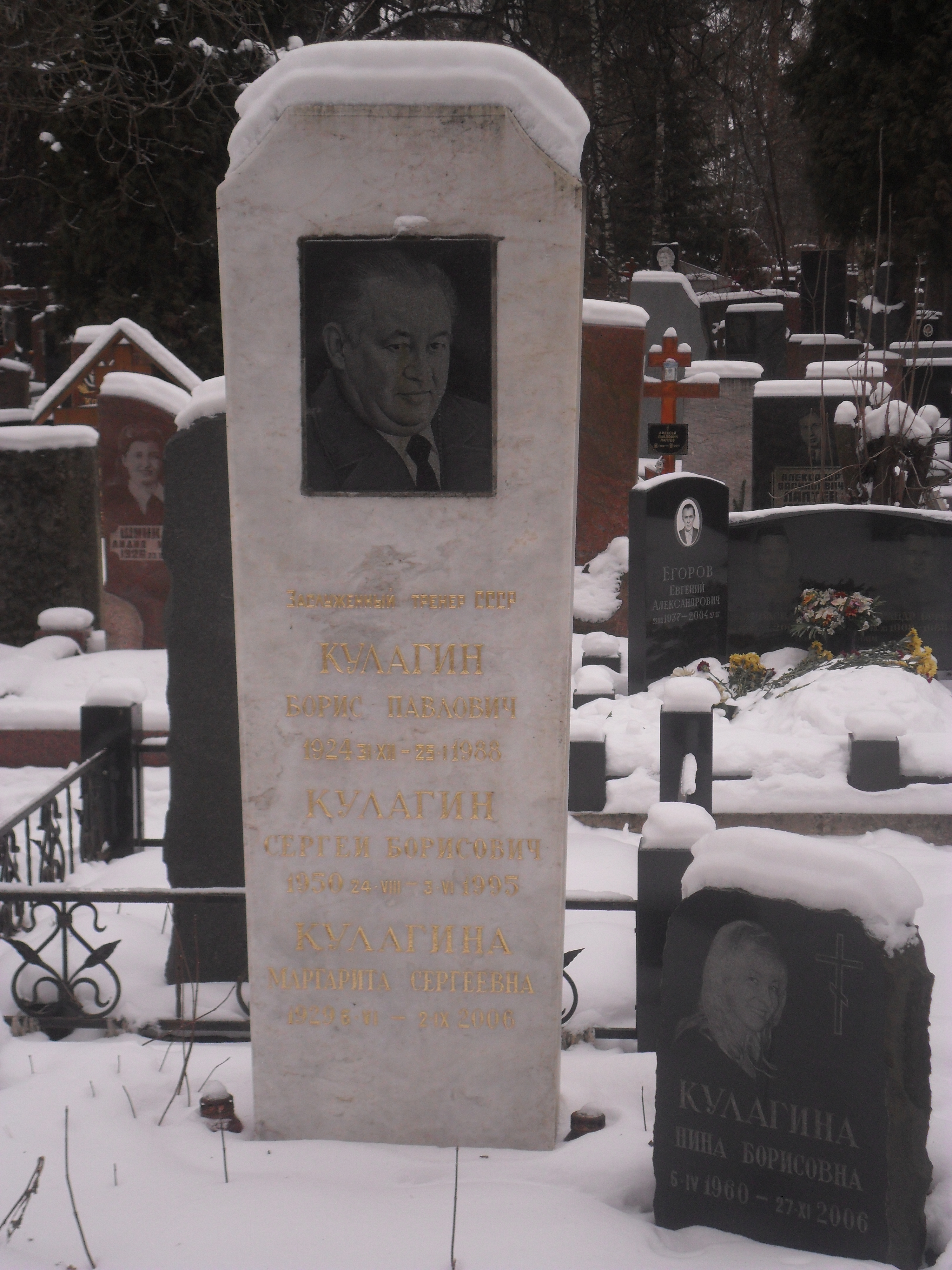
Могила Кулагина на Кунцевском кладбище Москвы.

Борис Кулагин родился 31 декабря 1924 года в Барнауле; когда ему было шесть лет, семья переехала в Москву. В 1936 году мать отдала Бориса в спортивную секцию общества «Юный динамовец», где он стал играть в русский хоккей. Играл в одной команде с Юрием Тарасовым, братом известного в будущем хоккеиста и тренера Анатолия Тарасова. В 1941 году поступил в Московский авиационный институт.
Первым клубом в карьере Кулагина стал ВВС МВО, который тренировал Анатолий Тарасов. Постепенно всё больше Кулагин склонялся к игре в хоккей с шайбой, играя на позиции нападающего. В 1948 году он отправился в челябинский «Дзержинец», затем немного поиграл за МВО, а в 1950 году оказался в ЦДСА, за который играл год, после чего получил тяжёлую травму колена и был вынужден завершить игровую карьеру.
После этого работал в Оренбурге инструктором по спортивным играм в местном Окружном доме офицеров. В 1958 году начал тренерскую карьеру, возглавив СКА из Куйбышева, который ему удалось вывести в класс «А». После этого успеха Кулагину поступает предложение из ЦСКА стать вторым тренером в штабе Анатолия Тарасова. В команде отвечал за воспитательную работу, проводил учебно-тренировочные занятия с юниорами и хоккеистами, не попадающими в сборную. После того как в 1970 году Тарасов оставил пост старшего тренера команды его место занял Кулагин, однако под его руководством ЦСКА не смог удержать былые позиции, отстав от лидера чемпионата московского «Динамо» на 10 очков и после 17-го тура был уволен, а в команду вернулся Тарасов.
В 1971 году возглавил «Крылья Советов». В 1974 году под руководством Кулагина клуб добился наибольшего достижения, выиграв чемпионат и Кубок СССР. Приводил команду к серебряным и бронзовым медалям чемпионата.
В 1972 году вошёл в тренерский штаб сборной СССР, которую возглавил Всеволод Бобров. Занял пост старшего тренера сборной, которая под его руководством одержала победу на чемпионате мира 1975 (выиграв 10 матчей из 10), а через год праздновала триумф на Олимпийских играх. Однако два следующих чемпионата мира не принесли побед советской сборной в результате чего Кулагин оставил пост.
В 1977 отправился в Данию, где тренировал клуб «ХК Рёдовре» и выиграл с ним чемпионат Дании. В 1979 году вернулся в СССР и возглавил «Спартак», под его руководством команда четыре раза становилась серебряным призёром чемпионата и один раз бронзовым. В 1984 году Кулагин оставил пост старшего тренера «Спартака» и больше к тренерской работе не возвращался.
Был награждён орденами Трудового Красного Знамени (1975) и «Знак Почёта» (1981). Избран в Зал Славы отечественного хоккея в 2004 году.

## Семья
Жена — Маргарита Сергеевна (1929—2006). Сын Сергей (1950—1995), дочь Нина (1960—2006).

## Образ в кино
В российском кинофильме «Хоккейные игры» (2012) роль Б. П. Кулагина исполнил Геннадий Христенко. В кинофильме «Легенда № 17» (2013) роль Б. П. Кулагина исполнил Сергей Генкин.